# Kisangani (commune)
Pour les articles homonymes, voir Kisangani (homonymie).
Kisangani est une commune du centre de la Ville de Kisangani en République démocratique du Congo. 

## Situation Géographique
La commune Kisangani est l’une des communes qui composent la ville de Kisangani. Elle est limitée au Nord par la commune Kabondo, au Sud par le majestueux fleuve Congo et la commune Lubunga, à l’Est par la rivière Avokolo au point kilométrique 20 route Ituri à la limite avec la collectivité MADULA du territoire d’Ubundu, et à l’Ouest par la commune Makiso. La commune Kisangani a la superficie de 636 Km2.

## Aperçu historique
Avant de devenir ce qu’elle est aujourd’hui, la commune Kisangani était une annexe comprenant deux chefferies : celle de Wagenia et celle des arabisés. L’histoire de cette entité remonte à un peu plus d’un siècle. En raison de l’insuffisance d’une documentation historique bien fournie, il nous est difficile de connaitre l’histoire d’il y a un siècle. Néanmoins, sur base des ressources disponibles actuelles, nous avons préféré nous limiter à l’année 1968 qui, pourtant, marque la naissance de la commune Kisangani conformément à l’arrêté ministériel n°009/0226 du 22 juillet 1969. Ce qu’en répondant favorablement aux vœux maintes fois exprimés par la population que les autorités provinciales acceptèrent la fusion des deux ex-chefferies (Wagenia et Arabisé) pour former la Commune de Kisangani, sans inclure des terrains au sud de fleuve Congo, car, rattachés à la commune de Lubunga.
Le nom de « Kisangani » a existé avant la période coloniale, désignant l’entité des Wakumu, l’appellation acquise par cette entité avant l’arrivée de Stanley qui est généralement obscure, car Kisangani est un mot swahili qui signifie « au sein d’une ile ».
Cette appellation fut retenue par les Arabes après le passage de Stanley. Ils l’ont autrefois appelé « SINGITINI », renvoyant à des vastes surfaces des terres marécageuses. Les colonisateurs l’ont baptisé au nom de « Stanley Falls » pour honorer la mémoire de l’explorateur Henry Morton Stanley, tandis que les Wagenia l’appelaient « MOOMA ». Lors de la vague de recours à l’authenticité que prônait le président Mobutu Sese Seko, « Stanley Falls » reprit son nom authentique de Kisangani.

## Situation économique
L’économie de la commune Kisangani repose essentiellement sur la pêche, l’élevage, l’agriculture, sans ignorer aussi quelques activités des opérateurs économiques (petits boutiquiers, exploitants des carrières de sables, des moellons, fabricant de briques, pisciculteurs, etc.)

## Situation démographique
La ville de Kisangani est l’ensemble de six communes ; parmi lesquelles celle de Kisangani. Celle-ci est située, dans sa configuration actuelle qui s’étend sur une superficie de 636 Km2, avec 60 549 habitants, soit 925 hab./km2.
Cette commune est habitée, à plus grande majorité par les Bagenya et les Arabisés. La population de ladite commune est hétérogène, l’on observe également au-delà de ces deux communautés (c’est-à-dire Wagenya et Arabisés) les : Kumu, Lega, Songe, Kusu, etc.

## Éducation
L'enseignement primaire, secondaire et professionnel est assuré principalement par les écoles privée et publics.
- Complexe Scolaire La promesse
- Teddy Complexe Scolaire
- Institut Pap jean-paul 2

## Anciens bourgmestres
- Willy POYO POYE